# 弗尔巴尼亚桥之战
波士尼亞戰爭期间，法國陸軍组成的联合国维和部队与波斯尼亚塞族共和国军武装分子于1995年5月27日在波斯尼亚和黑塞哥维那塞拉耶佛米利亚茨卡河上的弗尔巴尼亚桥发生武装冲突，史称“弗尔巴尼亚桥之战”（法語：Combat du pont de Vrbanja）。塞族共和国军占领大桥两端法国联合国保护部队的观察哨，把12名法国维和军人劫为人质，其中十人带到其他地点，两人留在桥上充当人盾。
弗朗索瓦·勒庫安特上尉带领包含30名法国维和军人的排反击夺回观察哨，支援行动的还有70名法军步兵和装甲车火力压制。法军反击期间，波斯尼亚和黑塞哥维那共和国军武装分子主动向塞族共和国军占据的观察哨开火，意外打伤法方人质。战斗中两名法国军人阵亡，十人受伤，一人之后伤重不治。塞族共和国军四人死亡，三人受伤，四人被俘。此战过后，塞族共和国军已经不大可能再与城内布署的法国维和部队交火。2017年，官拜上将的勒库安特受命出任法国国防参谋长。

## 背景
弗尔巴尼亚桥（Vrbanja most）位于萨拉热窝，1992至1996年波黑萨拉热窝围城战期间，塞族共和国军包围波斯尼亚和黑塞哥维那共和国军（以下简称“波黑共和国军”），该桥是两军间的无人地带。桥周围有许多高大建筑，所以波士尼亞戰爭爆发后这里就是狙擊手的目标。1992年4月5日，波斯尼亚塞族民族主义警察向桥上示威者开枪，杀害青年女子苏阿达·迪尔贝罗维奇（Suada Dilberović）和奥尔加·苏契奇（Olga Sučić），外界普遍认为两人是这场战争最早的牺牲品。
1995年3月，北大西洋公约组织（以下简称“北约”）还在制订支持联合国在波黑维和行动的新战略，美国前总统吉米·卡特在塞族共和国军与波黑共和国军间促成的停火协议到期，战斗再度打响。战火逐渐蔓延，波黑共和国军在萨拉热窝周围发动大规模攻势。塞族共和国军于是从联合国守卫的仓库夺取重型武器，炮轰城市周边目标，波黑司令部总司令、英国中将鲁珀特·史密斯（Rupert Smith）促请北约空袭塞族共和国军。1995年5月25至26日，北约空袭波斯尼亚塞族首都帕莱的军火库。任务由携带激光制导炸弹的美国空军F-16戰隼戰鬥機和西班牙空军F/A-18黃蜂式戰鬥攻擊機执行。塞族共和国军还以颜色，将377名联合国保护部队（United Nations Protection Force）军人劫为人质，分布在波黑各处可能沦为北约空袭目标的地点充当人盾，迫使北约停止空袭塞族共和国军。377名人质中有92名来自法国。

## 战斗

### 塞族共和国军进攻
1995年5月27日上午四点半，塞族共和国军假扮法国军人，一枪未发夺下弗尔巴尼亚桥两头的联合国观察哨。他们先在城外劫持联合国维和人员，驾驶法国装甲输送车并换上法军制服、防弹背心、头盔和武器。塞族武装分子用枪逼迫桥上12名法国维和军人解除武装，并将十人带走，余下两人留在桥上充当人盾。法国海军陆战队第3步兵团（3e Régiment d'Infanterie de Marine）第4营（FREBAT4）营长埃里克·桑达赫（Erik Sandahl）上校对此表示：“塞族用威胁和下三滥手段劫走我们的军人，这属于恐怖份子行径，必须反击、绝不姑息。必须制止他们的时刻已到，我们也是这么做的”。

### 法军反击
法国联合国维和军人最早发现的异常情况是弗尔巴尼亚桥上据点无线电静默。上午五点20分左右，连长弗朗索瓦·勒庫安特上尉发现无线电联系不上观察哨，于是开车去桥上查看情况。他遇到身穿法军制服的塞族哨兵，对方还想把他也劫为人质，但勒库安特马上掉头开往第4营总部斯肯德里亚体育馆（Skenderija）。消息传到新当选的法国总统雅克·希拉克耳中，他绕过联合国指挥系统下令突击夺回弗尔巴尼亚桥。

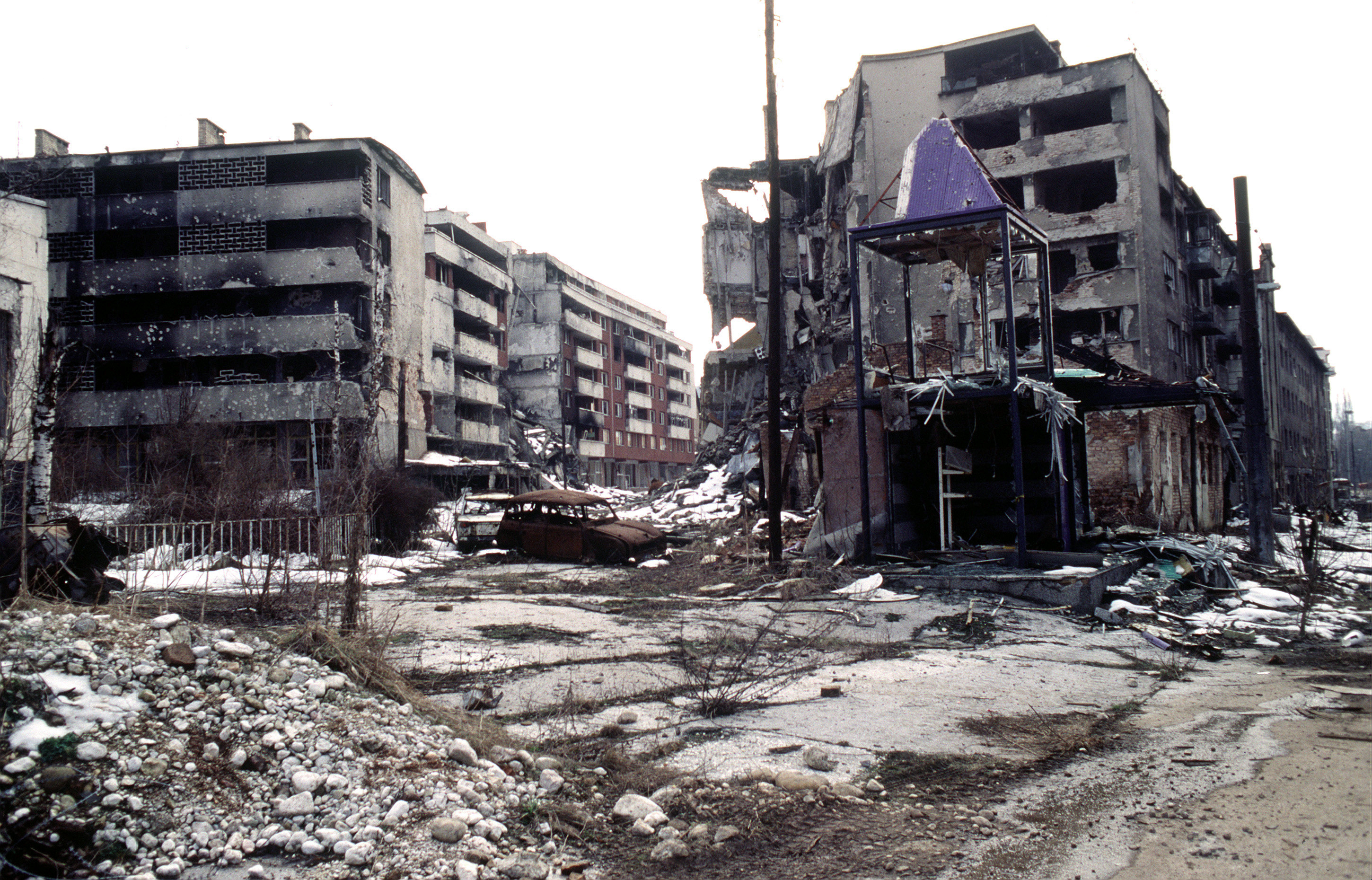
弗尔巴尼亚桥附近在战斗中变得满目疮痍

驻波黑法军司令部派第4营一个排共30名军人夺回大桥北端，70名法军步兵、六辆ERC-90装甲车和多辆VAB裝甲車支援。突击队由勒库安特带队，从联合国部队常规路线靠近大桥北端。此时北面的观察哨共有14名塞族武装分子。法国海军陆战队固定刺刀后强行攻下塞族共和国军占领的地堡，法军二等兵雅基·安布洛（Jacky Humblot）阵亡。攻击期间还有装甲车提供90毫米炮火及重机枪的直接火力压制。塞族共和国军用迫击炮和防空武器反击。法军二等兵马塞尔·阿马鲁（Marcel Amaru）在萨拉热窝犹太公墓支援突击时被狙击手打死。共十名法国军人在战斗中受伤，塞族共和国军四人阵亡，三人受伤，还有四人被俘。
波黑共和国军狙击手主动参加战斗，但意外打伤法军人质。持续32分钟的战斗结束后，法军和塞族共和国军分别占据桥梁北面和南端。塞族共和国军接下来要求停火收尸并营救伤员，否则就杀害法国人质。受伤的法国军人马上获释并转移到联合国医院，塞族共和国军最后放弃大桥南端据点。另一名沦为人质的法国下士设法逃脱。当天还有一名受伤的法国军人伤重不治，法军最终有三人阵亡。被俘的塞族人员作为战俘关进联合国保护部队设施。

## 影响

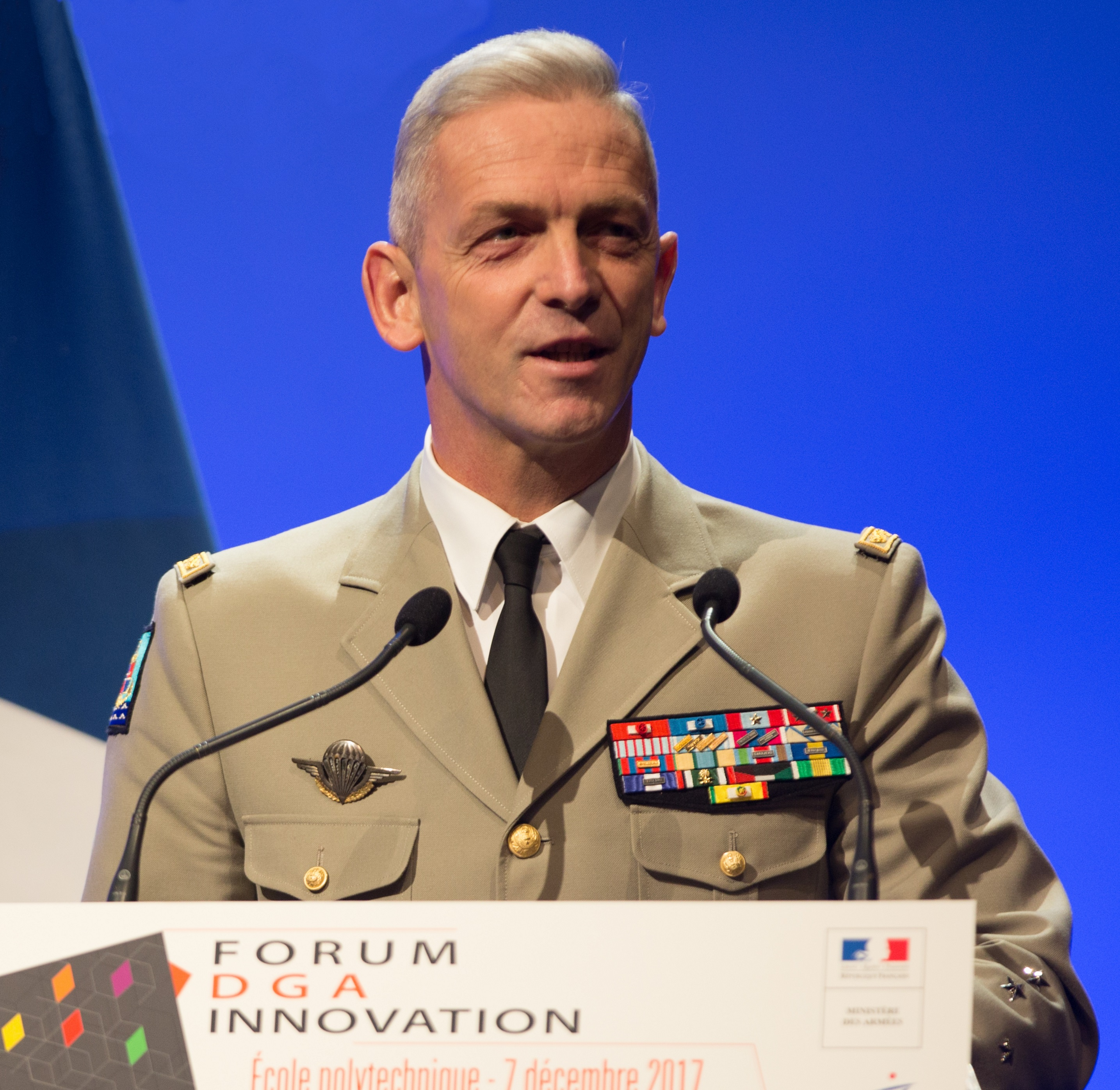
2017年，曾在弗尔巴尼亚桥之战带领法军反击的弗朗索瓦·勒库安特上将在帕莱索巴黎综合理工学院讲话

持续不断的人质危机促使史密斯及其他维和部队高层指挥改变战略。联合国开始把维和人员部署到更容易防御的位置，令敌方攻击及劫持人质变得更加困难。1995年6月16日，联合国安理会通过《第998号决议》（United Nations Security Council Resolution 998），由英、法、荷三国联合组建联合国快速反应部队（UN RRF），由史密斯指挥。快速反应部队授权兵力1.25万人，配备强大火力，交战规则（Rules of engagement）更加主动，旨在有必要执行和平协议或防止劫持人质时主动进攻。两天后，波黑各地的联合国人质全部获释，联合国方面也释放弗尔巴尼亚桥之战中俘虏的四名塞族武装分子。
1995年6月和7月的联合国快速反应部队部署表明联合国已经不再固守维和立场，转为强制和平（Peace enforcement）。英国出动大砲和航空旅，配备攻击直升机，飞机和车辆上不再像执行以往的联合国任务那样涂上白色线条，人员也不戴蓝色头盔。8月1日，塞族共和国军攻陷联合国安全区（United Nations Safe Areas）斯雷布雷尼察和热帕（Žepa），英国、法国和联合国高官警告塞族共和国军司令拉特科·姆拉迪奇，再敢袭击联合国安全区将招致北约和联合国“不对等”和“压倒式”的猛烈打击。
涉及弗尔巴尼亚桥之战的法国高官指出，是役向塞族共和国军表明联合国保护部队的态度已变，此后塞族共和国军已经不大可能再与城内布署的法国维和部队交火。参与战斗的第4营中校埃里克·鲁塞尔（Erik Roussel）表示，“事后塞族人面对我们异常老实”。希拉克的决定没有得到政府一致支持，法国国防参谋长（Chef d'État-Major des Armées）雅克·朗扎德（Jacques Lanxade）海军上将威胁辞职，法国总理阿兰·朱佩和国防部长夏尔·米永（Charles Millon）都支持朗扎德的立场，但被希拉克否决。
8月30日，北约向塞族共和国军发动空中和地面联合作战，联合国快速反应部队向萨拉热窝周边的塞族炮兵阵地发射六百发炮弹。联合国快速反应部队对同年结束萨拉热窝围城战、迫使波斯尼亚塞族同意谈判作用很大。交战各方签署《岱頓協定》后，北约和平执行部队（Implementation Force）于1995年12月20日接手联合国保护部队的工作。1996年4月5日，萨拉热窝为弗尔巴尼亚桥之战中牺牲的法国军人立碑，同时还有纪念迪尔贝罗维奇和苏契奇的牌匾，弗尔巴尼亚桥也在这天更名“苏阿达与奥尔加桥”（Most Suade i Olge）。在此次战斗中以高举刺刀冲锋闻名的勒库安特后来升任上将，并于2017年受命出任国防参谋长。
法国舆论对法国在波斯尼亚战争中的维和行动认可度一直略高于欧洲国家平均水平，大部分法国人始终强烈支持军事干预。最终这也在法国政策中体现，摆脱最初完全不赞成使用武力的立场。

## 脚注
1. ↑  Leroux-Martin 2014，第37頁.
2. 1 2 3 4 5 6  Daly 7 June 1995.
3. ↑  Maksić 2017，第xv & 2頁.
4. ↑  Beale 1997，第33頁.
5. ↑  Burg & Shoup 1999，第329頁.
6. ↑  NATO 2003.
7. ↑  Ripley 2001，第23頁.
8. ↑  Bucknam 2003，第215頁.
9. 1 2  Rathbun 2018，第141頁.
10. 1 2 3  Daly 28 May 1995.
11. 1 2 3  Wilkinson 28 May 1995.
12. ↑  Cohen 6 June 1995.
13. ↑  Biegala 22 July 1995.
14. 1 2  France 24 20 July 2017.
15. 1 2  Bucknam 2003，第216頁.
16. 1 2  Lowe et al. 2010，第116–117頁.
17. ↑  HRW 1996.
18. ↑  Corwin 1999，第90頁.
19. ↑  Sloan 1998，第73–74頁.
20. ↑  Rathbun 2018，第141–142頁.
21. ↑  NATO 2015.
22. ↑  Krilic 7 April 1996.
23. ↑  Schmidt & Schröder 2001，第221頁.
24. ↑  Shiraev 2002，第117頁.

### 图书
- Beale, Michael. . Montgomery, Alabama: Air University Press. 1997. OCLC 946114396.
- Bucknam, Mark. . Montgomery, Alabama: Air University Press. 2003. ISBN 978-1-58566-115-2.
- Burg, Steven L.; Shoup, Paul S. . Armonk, New York: M.E. Sharpe. 1999  [2020-12-13]. ISBN 978-0-7656-3189-3. （原始内容存档于2022-05-25）.
- Corwin, Phillip. . Durham, North Carolina: Duke University Press. 1999  [2020-12-13]. ISBN 978-0-8223-2126-2.
- Leroux-Martin, Philippe. . Cambridge, UK: Cambridge University Press. 2014  [2020-12-13]. ISBN 978-1-107-02003-0. （原始内容存档于2022-05-27）.
- Lowe, Vaughan; Roberts, Adam; Welsh, Jennifer; Zaum, Dominik. . Oxford, UK: Oxford University Press. 2010. ISBN 978-0-19-161493-4.
- Maksić, Adis. . Sarajevo, Bosnia and Herzegovina: Springer. 2017  [2020-12-13]. ISBN 978-3-319-48293-4. （原始内容存档于2021-06-12）.
- Rathbun, Brian C. . Ithaca, New York: Cornell University Press. 2018. ISBN 978-1-5017-2962-1.
- Ripley, Tim. . Oxford, UK: Osprey Publishing. 2001. ISBN 978-1-84176-290-6.
- Schmidt, Bettina; Schröder, Ingo. . London, UK: Routledge. 2001. ISBN 978-0-415-22905-0.
- Shiraev, Eric. . Lanham, Maryland: Lexington Books. 2002  [2020-12-13]. ISBN 978-0-7391-0480-4. （原始内容存档于2021-06-12）.
- Sloan, Elinor Camille. . Westport, Connecticut: Greenwood Publishing Group. 1998. ISBN 978-0-275-96165-7.

### 在线来源
- Biegala, Eric. . Le Point. 1995-07-22  [2020-12-13]. （原始内容存档于2020-11-08）.
- Cohen, Roger. . The New York Times. 1995-06-06  [2020-12-13]. （原始内容存档于2018-07-09）.
- Daly, Emma. . The Independent. 1995-05-28  [2020-12-13]. （原始内容存档于2020-11-21）.
- Daly, Emma. . The Independent. 1995-06-07  [2020-12-13]. （原始内容存档于2020-11-18）.
- . Human Rights Watch. 1996  [2020-12-13]. （原始内容存档于2008-11-14）. |issue=被忽略 (帮助)
- Krilic, Samir. . Indiana Gazette. 1996-04-07: 6  [2020-12-13]. （原始内容存档于2022-05-22） –Newspaper Archive.
- . France 24. 2017-07-20  [2020-12-13]. （原始内容存档于2020-11-09）.
- . North Atlantic Treaty Organization. 2015-12-18  [2020-12-13]. （原始内容存档于2018-11-03）.
- . North Atlantic Treaty Organization. 2003-07-18  [2011-09-27]. （原始内容存档于2011-09-27）.
- Wilkinson, Tracy. . Los Angeles Times. 1995-05-28  [2020-12-13]. （原始内容存档于2020-11-08）.

43°51′11.92″N 18°24′23.86″E / 43.8533111°N 18.4066278°E